# Langschwanz-Klapperschlange
Die Langschwanz-Klapperschlange (Crotalus stejnegeri) ist eine Art der Klapperschlangen (Crotalus), deren Verbreitungsgebiet sich auf eine sehr kleine Region in der mexikanischen Sierra Madre Occidental im südwestlichen Durango und dem südöstlichen Sinaloa beschränkt. Der Wissenschaft sind bis heute erst zwölf Individuen dieser Art bekannt.

## Merkmale
Die Langschwanz-Klapperschlange ist eine mittelgroße Klapperschlange mit einer durchschnittlichen Körperlänge von etwa 60 bis 70 Zentimetern. Namensgebend ist der vergleichsweise lange Schwanz, der eine sehr kleine Schwanzrassel trägt.
Die typische Grundfärbung ist hellbraun bis grau, die Rückenzeichnung besteht aus einer Reihe dunkler Flecken mit schwarzer Umrandung. Weitere dunkle Flecken befinden sich auf dem Kopf und im Gesicht des Tieres.

## Verbreitung und Lebensraum

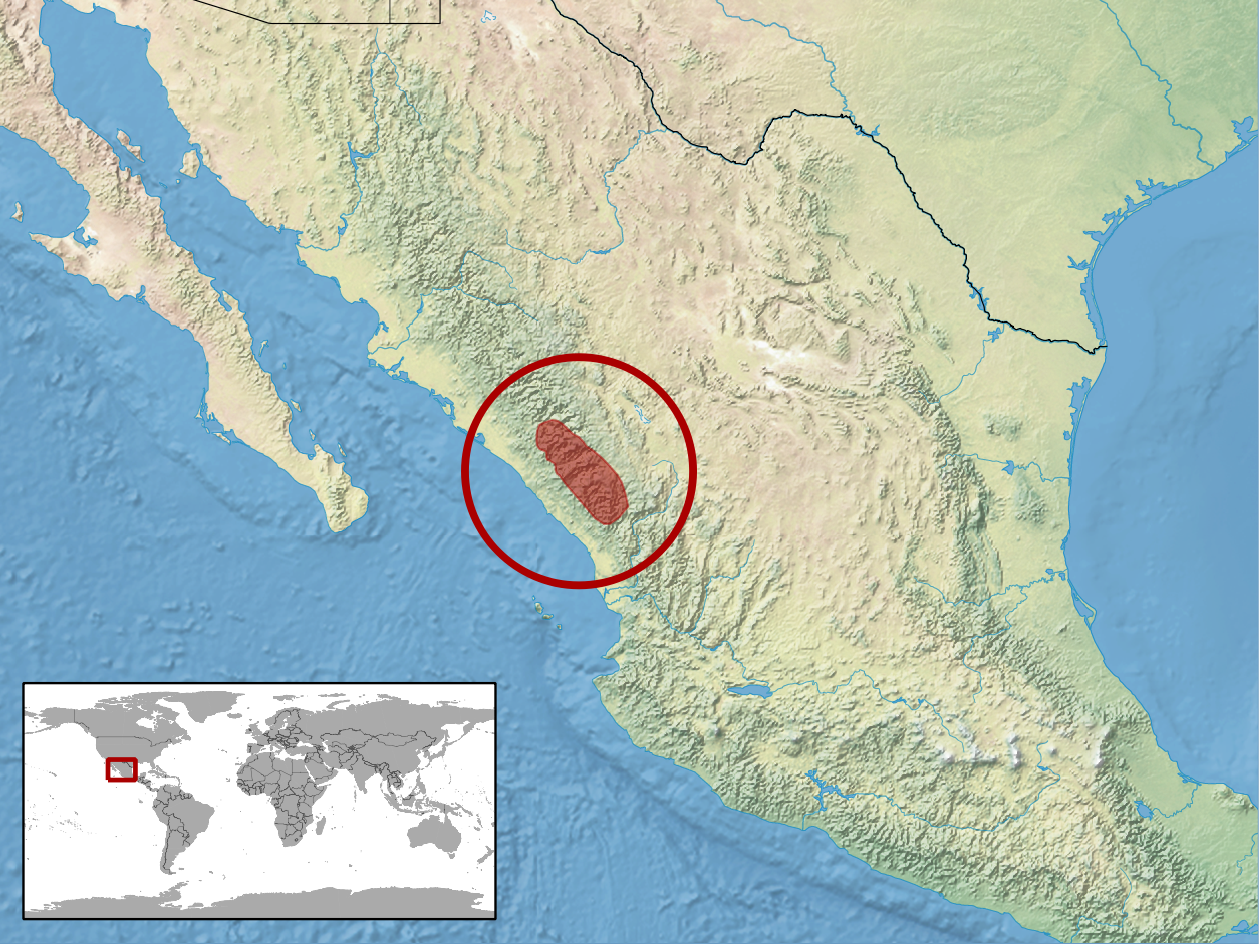
Verbreitungsgebiet

Das Verbreitungsgebiet der Schlange beschränkt sich auf eine sehr kleine Region in der mexikanischen Sierra Madre Occidental im südwestlichen Durango und dem südöstlichen Sinaloa.
Der Lebensraum der Schlange ist durch Kiefern-Eichen-Wälder und teilweise tropische Regenwaldgebiete in Höhen von 500 bis 1.200 Metern dominiert.

## Schlangengift
Es liegen keine Informationen über die spezifischen Wirkungen und die Zusammensetzung des Giftes vor.